# Hiéroglyphe égyptien D42
Le hiéroglyphe égyptien D42 (bras tendu paume vers le bas) est classifié dans la section D « Parties du corps humain » de la liste de Gardiner ; il y est noté D42.

## Représentation
Il représente un bras tendu, paume tourné vers le bas. Il est translittéré mḥ.

## Utilisation
| mH · D42 |

| mH · D42 |